# Chiesa di San Carlo (Marsiglia)
La chiesa di San Carlo (in francese Église Saint-Charles de Marseille) è un luogo di culto cattolico di Marsiglia situato in rue Grignan, nel I arrondissement.

## Storia
La chiesa fu costruita tra il 1826 ed il 1828. La sua costruzione (come quella della vicina chiesa di San Giuseppe) fu decisa per servire la riva sud del Porto Vecchio, che non era stata adeguatamente servita da luoghi di culto dopo la distruzione dell'antica chiesa di San Ferreolo (costruita sull'attuale Place Félix Barret a partire dal 1716 e distrutta nel 1794) e del convento dei Picpus (situato sul sito dell'annesso al Palazzo di Giustizia) durante la Rivoluzione.
Fu consacrata il 4 novembre 1828 dal vescovo Fortuné de Mazenod.